# Crumiro (racconto)
Crumiro è un racconto fantascientifico scritto da Isaac Asimov, pubblicato per la prima volta nel gennaio 1957 dalla rivista The Original Science Fiction Stories con il titolo di Male Strikebreaker e ristampato nell'Antologia personale del 1969 col titolo originale Strikebreaker (tradotto in italiano come Crumiro).
La storia nasce nel giugno 1956 quando Asimov, che ha poi vissuto a Boston, Massachusetts, progettava un viaggio per recarsi a New York. Un gruppo di tecnici stava minacciando di scioperare, azione che avrebbe avuto l'effetto di fermare il sistema metropolitano di New York, rendendo virtualmente impossibile spostarsi per la città. Il minacciato sciopero non si concretizzò, ma la vicenda ispirò Asimov a scrivere un racconto sullo sciopero di un singolo uomo che avrebbe fermato un intero mondo.

## Trama
Il mondo in questione è Elsevere (tradotto come Altrovia in alcune versioni italiane), un planetoide extrasolare con un diametro di un centinaio di miglia, patria di una colonia umana formata da trentamila persone, che hanno occupato il pianeta in tutte e tre le dimensioni. Si è sviluppato un rigido sistema di caste, dove ogni lavoro è limitato ad un particolare insieme di famiglie. Un sociologo in visita dalla Terra, Steven Lamorak, viene a sapere che l'Elseveriano di nome Igor Ragusnik sta scioperando.
La famiglia Ragusnik si occupa del sistema di smaltimento rifiuti di Elsevere, con il passare delle generazioni, i Ragusnik sono diventati una casta di "intoccabili" formata soltanto dalla loro famiglia e a cui è proibito il contatto con il resto della colonia. Igor Ragusnik chiede il termine dell'isolamento della sua famiglia. Il concilio che governa Elsevere ha rifiutato ogni sua richiesta ma, se lo sciopero continuasse, il sistema di smaltimento rifiuti ad Elsevere rimarrebbe permanentemente compromesso e l'intera colonia morirebbe a causa delle malattie.
Lamorak, capendo che nessuna delle due parti ha intenzione di arrendersi, decide volontariamente e con riluttanza di far funzionare lui stesso il sistema di smaltimento rifiuti. Vedendo questo, Ragusnik capitola e ritorna a lavorare.
Lamorak assicura Ragusnik che ora gli altri Elseveriani hanno capito quanto è infelice, e che quindi probabilmente porranno fine all'isolamento della sua famiglia. Ragusnik non si impressiona. Nel frattempo, Lamorak è diventato un intoccabile lui stesso ora che ha fatto il lavoro di Ragusnik e viene allontanato da Elsevere e rimandato sulla Terra.